# こども家庭センター
こども家庭センター（こどもかていセンター）は、子どもや子育て世帯、妊産婦を対象に医療・福祉・保育・教育などの多方面から継続して一体的な支援をおこなう施設である。
従来、市町村には母子保健法に基づき妊産婦や乳幼児の保護者からの相談を受け付ける「子育て世代包括支援センター」と、児童福祉法に基づき児童虐待や貧困などの問題を抱えた家庭に対応する「子ども家庭総合支援拠点」が併存していたが、2024年4月施行の改正児童福祉法で両機関を一元化し、こども家庭センターを設置することが市町村の努力義務と位置づけられた。
こども家庭センターは母子保健機能と児童福祉機能を一体化させることで、子育て世帯などに対する切れ目ない支援を行うことを目的としている。具体的にはヤングケアラーや貧困などの問題を抱える家庭に対するサポートプランを作成するほか、家庭を訪問し、家事や育児の援助を行う。また、子どもの居場所づくりや一時預かり施設への紹介、児童虐待が疑われる家庭について児童相談所への通告を行うなど、他機関との連絡調整も行うこととされている。